# Laalaa jezik
Laalaa jezik (lala, lehar, serer; ISO 639-3: cae), nigersko-kongoanski jezik uže atlantske skupine, kojim govori 12 000 ljudi (2007) u senegalskom arrondissementu Pambal (departman Tivaouane) i regiji Tambacounda.
Jedan je od pet jezika podskupine cangin koja čini dio sjevernoatlantske grane atlantskih jezika. Pismo: latinica

## Vanjske poveznice
- Ethnologue (14th)
- Ethnologue (15th)